# モーニングCROSS
『モーニングCROSS』（モーニングクロス）は、2014年4月1日から2021年3月31日まで東京メトロポリタンテレビジョン（TOKYO MX）で生放送されていたニュース情報番組。

## 概要

### モーニングCROSS
平日朝の放送枠強化のため、それまで放送していた『TOKYO MX NEWS』（平日朝7時台）の枠を25分拡大し、TOKYOインフォメーションを内包した上で新しい情報ワイド番組として、再出発。TOKYO MXの朝の情報番組としては、『チェックタイム』以来1年振りの編成となる。
キャッチフレーズとして、「気になるニュースがここにある」「聖域なきニュース番組」都民参加の新感覚のニュースショーを目指し、最新のニュースから視聴者から提供されるあらゆるニュースを「CROSS」させると掲げている。番組放送中にはTwitter連動を行っており、視聴者からツイートを募り、画面下部分にツールバー状のテロップ表示にてハッシュタグで拾った視聴者のツイートをスクロール表示させ、放送中にコーナーの中で視聴者の意見として採用している（ハッシュタグは#クロス）。
MCには、2014年3月まで同局で放送されていた『ニッポン・ダンディ』の水曜MCだった堀と脊山が起用された。
2015年1月1日、放送開始後初めて特番を放送し、レギュラー放送では行わなかった企画として、TOKYOインフォメーションのキャスターが東京のお正月風景の中継、通常放送に出演しているコメンテーターとGoogle+ ハングアウトにて中継を結んだ。2015年2月から、放送時間が5分延長された。
2015年9月から、IPサイマル放送アプリケーションソフトウェアであるエムキャスにて、番組同時配信がスタート。
2016年4月1日の放送をもって脊山は番組を卒業し、2016年4月4日からは宮瀬茉祐子が2代目アシスタントとして担当する。
2018年10月1日からは7:00 - 8:00の1時間に短縮された。
番組当初からコメンテーターを3人としていたが、2019年4月1日からはコメンテーターが2人となった。
2019年5月13日より7:59 - 8:00は『脳育ダンスバラエティ オドルポリタン』の放送が開始するのに伴い、放送時間が7:00 - 7:59となり1分短縮された。
2020年4月1日からは7:00 - 8:00となり、約11ヶ月ぶりに1時間に戻された。
2021年3月31日をもって終了、後番組は『堀潤モーニングFLAG』となる。

### 激論!SundayCross
2017年10月8日、2017年秋の改編にてTOKYO MXの自社制作枠拡大に伴い、日曜日のお昼にも進出し週末版として『激論!SundayCross』放送開始した。
番組構成は、1週間の間に起きたニュースについて、コメンテーターと振り返りつつ、番組後半には討論コーナーが構成されており、番組の雛壇に着座しているコメンテーターと討論ゲストと討論していく構成となっている。また、平日版に出演経験が無いコメンテーターもいる。他にも、平日版同様、VTRコーナーも存在する。
2018年9月30日を以って終了。

## 主なコーナー

### モーニングCROSS
- ニュースCROSS

株式会社矢野経済研究所 未来企画室のアナリストがWebニュースクチコミランキングを分析。ブログ、2ちゃんねる、Twitterで24時間の間に拡散、書き込まれたリアルタイムデータを最新のマーケティングツールで分析して、100万を全体数として、年代別、男女別のトップ10を毎日紹介するコーナーである。後にトップ7を紹介する形式に改められた。
- エンタメCROSS

このコーナーは黒田治が進行を担当していた。7時台には芸能ニュースをVTRで紹介する。放送後にVTRはTOKYO MXのYouTubeチャンネルにてアップされる。8時台にはスポーツ新聞からスポーツの注目記事を紹介する（過去には「クロスポ」というタイトルで独立したコーナーだった）。福岡ソフトバンクホークス情報、FC東京情報もこのコーナーで伝える。
- ひとこと言いたい!オピニオンCROSS

放送時に出演するコメンテーターが気になる話題について、独自の角度を持って解説するコーナーである。このコーナーで再度コメンテーターの紹介を行う。
堀はMC席ではなくコメンテーター席の前に座って、会話する形式を取っている。また、番組放送中にMCである堀が視聴者のツイートを紹介する。放送後にこのコーナーのツイートは「みんなのオピニオンまとめ」としてまとめられる。
- みんなの意識調査!

毎日テーマを決めて視聴者からアンケートを行う。放送時間中に双方向機能を利用するか、番組ホームページから投票できる。
- ニュースHORIC

気になるニュースワードについて堀潤が掘り下げて解説するコーナー。
- 今日の8bit news

堀潤が主宰する市民投稿型ニュースサイト「8bitNews」からニュースを紹介するコーナー。

#### 過去のコーナー
- 元祖みんなのニュース

視聴者からの気になるニュースを募集し、それを出演者陣でトークするコーナー。このコーナーは黒田治が進行を担当している。2015年3月から他局にて本コーナーと同名の報道番組がスタートすると発表されたことを受け、タイトルに「元祖」の文字が添えられるようになった。
- DEEPコレクション

巷で話題になっているニュースの真相を徹底取材するコーナー。過去には「Webニュース@DEEP」というタイトルで放送されていた。
- 週刊アスモノ

「週刊アスキー」編集部とコラボし、最新ガジェットを紹介するコーナー。このコーナーの取材VTRはTOKYO MXのYouTubeチャンネルにてアップされる。
- VOICE CROSS

時事問題や先端トレンドなどについて、街の人たちの生の声を拾うコーナー。
- ギョーカイ通信

毎回1つの業界で注目のニュースを調査するコーナー。その業界で話題の会社に訪問して紹介する。
- TOKYO外国人百景

東京にいるユニークな外国人を取材するコーナー。

### 激論!SundayCross
- 注目のニュース1週間

1週間に起きたニュース項目について、コメンテーターとトークするコーナーである。
- ニュースWebウィークリー

Web上で話題となったニュースや口コミを紹介し、コメンテーターとトークするコーナーである。
- 激論CROSS

当該番組のメインである討論コーナー。過去、堀がMCを担当していた『激論!コロシアム 〜これでいいのか?ニッポン〜』（テレビ愛知）とVTRナレーション以外の演出が略同一で実質の「復刻版」ある。

#### 過去のコーナー
- TOKYOインスタLife

インスタグラマーが出演し、Instagramの写真投稿ポイントを紹介するVTRコーナーである。
- EJのモテキッチンCROSS

ファッション雑誌『ViVi』の専属モデルである、瑛茉ジャスミンとViViTVとのダブルネームコーナーで、瑛茉のレシピ紹介するVTRコーナーである。

## 放送時間
いずれも日本標準時

### モーニングCROSS

#### 放送終了時
- 平日 7:00 - 8:00 - 2020年4月1日 - 2021年3月31日

#### 過去
- 平日 7:00 - 8:25 - 2014年4月1日 - 2015年1月30日
- 平日 7:00 - 8:30 - 2015年2月2日 - 2018年9月28日
- 平日 7:00 - 8:00 - 2018年10月1日 - 2019年5月10日
- 平日 7:00 - 7:59 - 2019年5月13日 - 2020年3月31日

### 激論!SundayCross

#### 過去
- 日曜 11:59 - 13:25 - 2017年10月8日 - 2018年9月30日

## 番組終了時の出演者

### MC
- 堀潤[10]

### キャスター
- 宮瀬茉祐子[11]

### TOKYOインフォメーション
天気予報も兼ねる
- 平川彩佳（月・火曜）
- 久保井朝美（水〜金曜）[13]

### コメンテーター
2021年の出演者を記載。肩書きは出演当時。

毎回、日替わりで2人が出演（2019年3月までは3人。2019年4月30日と5月3日のGW特別編など、3人の回も）。
○：『サンデーCROSS』出演経験者
- 石倉秀明（キャスター取締役COO）
- 一木広治（TOKYO HEADLINE発行人）
- 笠井信輔（フリーアナウンサー）
- 金子恵美（元自由民主党衆議院議員、新潟県議会議員、新潟市議会議員）
- 金塚彩乃（弁護士）
- 上条百里奈（介護福祉士）
- 河合薫（健康社会学者・博士、気象予報士）○
- 岸田雪子（元日本テレビ報道局解説委員、キャスター）
- 清原博（国際弁護士）○
- 金慶珠（東海大学教授）○
- 倉持麟太郎（弁護士）○
- 阪口采香（弁護士）
- 坂田薫（化学講師）
- サッシャ（ラジオDJ、ナレーター）
- 佐藤大和（弁護士）
- 椎木里佳（起業家、実業家）
- 下村健一（令和メディア研究所主宰、白鷗大学特任教授）[14]
- 正能茉優（株式会社ハピキラFACTORY Founder&Producer）○
- 菅原草子（弁護士）
- 鈴鹿久美子（元衆院議員政策秘書、InStyle代表取締役）
- 瀬尾傑（スマートニュース メディア研究所 所長）○
- 関口舞（IT起業家、株式会社プールサイド<マッチングアプリ開発>代表取締役社長）
- 千正康裕（千正組代表、元厚労省官僚）
- 高橋恭介（あしたのチーム代表取締役）
- 高橋浩祐（ジャーナリスト、元ハフィントン・ポスト日本版編集長）○
- 田上嘉一（弁護士、陸上自衛隊三等陸佐 予備）○
- タケ小山（プロゴルファー、ゴルフ解説者）[15]
- 武政秀明（東洋経済オンライン副編集長）
- 田中ウルヴェ京（日本スポーツ心理学会上級メンタルトレーナー）○
- 田中康夫（元衆議院議員、作家）○
- 谷崎テトラ（放送作家、京都芸術大学客員教授）
- 谷本有香（Forbes JAPAN副編集長）
- 田丸雅智（ショートショート作家）
- 塚越健司（拓殖大学非常勤講師）
- 富永京子（立命館大学准教授、社会学者）
- 中島加誉子（税理士）
- 中嶋真希（毎日新聞デジタル編集部記者）
- 中田宏（前横浜市長、元衆議院議員）
- 長友佐波子（ジャーナリスト）
- 西田亮介（東京工業大学准教授、社会学者）○
- 野田稔（明治大学大学院グローバルビジネス研究科教授）○
- パトリック・ハーラン（お笑い芸人）[14]○
- ハヤカワ五味（ファッションデザイナー）
- フィフィ（タレント）○
- 福島香織（ジャーナリスト、元産経新聞北京特派員）
- 古谷経衡（文筆家）○
- 北条かや（著述家）○
- 松浦シゲキ（スマートニュースメディア担当ディレクター）○
- 丸山裕理（フリーアナウンサー）
- 水越孝（矢野経済研究所 代表取締役社長）
- 南和行（弁護士）
- 三輪記子（弁護士）○
- 室伏謙一（政策コンサルタント）○
- 望月衣塑子（東京新聞 社会部記者）○
- 森井じゅん（公認会計士、税理士）○
- 山岸久朗（弁護士）[16]
- 山口真由（元財務官僚、ニューヨーク州弁護士、信州大学特任准教授）○
- 山崎洋実（コミュニケーションコーチ）
- 湯浅卓（国際弁護士）○
- 横山智実（弁護士）
- 吉田豪（プロインタビュアー）
- 龍崎孝（流通経済大学教授、元TBS政治部長）
- 若新雄純（NEET株式会社 会長、慶應大学 特任助教）

## 過去の出演者

### アシスタント
- 脊山麻理子[17]　2014年4月1日〜2016年4月1日
- 黒田治（芸能&スポーツ）[18]　2014年4月1日〜2018年3月30日

### 気象予報士
- 比連崎実 （水・木・金曜）〜2018年9月28日

### リポーター
- 大澤咲希（慶應義塾大学ユニドル「さよならモラトリアム」副リーダー、学生団体「Sakiiro」代表）
- せきぐちあいみ（YouTuber、タレント）

#### TOKYOインフォメーション
- 安田真理
- 榎本麗美　2014年4月1日〜2016年4月1日[19]
- 村山千代　2016年4月〜2019年3月
- 槙あやな　2016年4月〜2019年3月

### キャスター
- 上田まりえ　2018年9月10日〜14日[20]

### コメンテーター

#### 『モーニングCROSS』
2020年以前の出演者を記載。肩書きは出演当時。
- 阿井英二郎（元教員、北海道日本ハムファイターズ1軍ヘッドコーチ、人材育成アドバイザー）○
- 相川美菜子（株式会社笑下村塾代表取締役）
- 相澤冬樹（大阪日日新聞論説委員）
- 青野慶久（サイボウズ代表取締役社長）
- 東浩紀（作家、思想家）
- 麻生泰（東京美容外科院長）
- アニール・クマール・セティ（ヨガインストラクター）
- 安部敏樹（リディラバ代表）
- 網屋信介（経営コンサルタント、了徳寺大学客員教授、元民主党衆議院議員）○
- 五百田達成（作家、心理カウンセラー、元編集者）
- 家入一真（青年実業家、政治活動家）
- イケダハヤト（プロブロガー）
- イザベル・レイノルズ（Bloomberg特派員）
- 石川和男（NPO法人社会保障経済研究所代表）
- 石田一眞（経営コンサルタント）
- 磯山友幸（経済ジャーナリスト、元日経ビジネス編集委員）○
- 井上和彦（軍事ジャーナリスト）
- 井上咲楽（タレント）
- 井上大輔（Yahoo!MS統括本部マーケ本部長）
- 猪瀬直樹（作家、元東京都知事）
- 猪谷千香（ハフィントン・ポスト記者）
- ヴァネッサ・パン（マルチタレント、実業家）
- うかみ綾乃（小説家）
- 宇佐美典也（トリリオン・クリエイション 代表取締役社長）
- 内山奈月（タレント、元AKB48）
- 宇野常寛（評論家）○
- 海野麻実（ジャーナリスト）
- 江上剛（作家）
- エチエンヌ・バラール（ジャーナリスト）
- 栄藤仁美（タレント、コンテンツプロデューサー、事業家）
- 遠藤諭（角川アスキー総合研究所 取締役主席研究員）
- 大木隆太郎（恋愛起業家）
- 荻原博子（経済ジャーナリスト）○
- 奥田祥子（近畿大学教授、ジャーナリスト）
- 岡田兵吾（大手IT企業勤務リーゼントマネジャー）
- 小高千枝（心理カウンセラー）
- 音好宏（社会学者、上智大学新聞学科教授）
- 尾原和啓（IT評論家、リゾートワーカー）
- 甲斐真一郎（FOLIO代表取締役）
- 開沼博（社会学者、福島大学特任研究員）
- 加谷珪一（経済評論家）
- 河西邦剛（弁護士）
- 河西啓介（モーターライフスタイリスト）
- 柏木理佳（生活経済ジャーナリスト）○
- 片岡亮（フリージャーナリスト、元プロレスラー）
- 金谷俊一郎（歴史コメンテーター）
- 金泉俊輔（NewsPicks編集長）
- 金子稚子（終活ジャーナリスト）
- 鎌田安里紗（モデル、エシカルファッションプランナー）
- 香山リカ（精神科医）
- 神田敏晶（ソーシャルメディアコンサルタント）
- カンニング竹山（お笑い芸人）
- ガロウド・リーディー（Bloomberg特派員）
- 樹原涼子（作曲家、ピアニスト）
- 北尾トロ（ライター、裁判傍聴マニア）
- 金惠京（法学者、日本大学危機管理学部准教授）
- 工藤真由美（株式会社ワーク・ライフバランス）
- 窪田良（窪田製薬ホールディングス株式会社CEO）
- 熊坂仁美（株式会社ソーシャルメディア研究所 代表）
- グレース・ファン（Bloomberg特派員）
- ケビン・クローン（国際ジャーナリスト）
- 古賀茂明（元経産省職員）
- 小島圭市（MLBアリゾナ・ダイヤモンドバックス顧問）
- 小塚かおる（日刊ゲンダイ第一編集局長）
- 小西克哉（ジャーナリスト、国際教養大学大学院客員教授）
- 小林至（江戸川大学教授）
- 駒崎弘樹（社会起業家）○
- 小宮一哲（ニッポン元気モリモリ株式会社代表取締役、つけめん「TETSU」創業者）
- 小室淑恵（株式会社ワーク・ライフバランス代表取締役社長）
- 斎木陽平（AO義塾塾長）
- 櫻井孝昌（デジタルハリウッド大学大学院 特任教授）
- 坂根シルック（フィンランド語翻訳家、通訳、東京農工大学特任准教授）
- 坂本翔（ITジャーナリスト、行政書士）
- 坂本真樹（電気通信大学大学院人工知能先端研究センター教授）
- 桜林美佐（防衛ジャーナリスト）○
- 佐々木俊尚（ジャーナリスト）
- 鹿野佐代子（ファイナンシャルプランナー、終活アドバイザー）
- ジギャン・クマル・タパ（ネパール政府公式通訳者）
- 紫貴あき（ワイン講師）
- 篠田慶子（株式会社メディアジーン編集長）
- 志葉玲（ジャーナリスト）
- 城宝薫（グルメサイト「テーブルクロス」 代表取締役）
- ジョン・ハーフォード・ウイリアムズ（上智大学外国語学部准教授、映画監督）
- 周来友（ジャーナリスト、タレント）
- 島本久美子（Getty Images Japan 代表取締役）
- シモダテツヤ（Webクリエイター）
- 白澤卓二（医学博士、お茶の水健康長寿クリニック院長、元順天堂大学大学院医学研究科 加齢制御医学講座教授）
- 杉本和隆（整形外科医）
- 鈴木敦子（毎日新聞デジタルメディア局 医療プレミア編集部記者）
- 鈴木哲夫（ジャーナリスト）
- スティーブン・スタプチンスキー（Bloomberg特派員）
- 砂川浩慶（立教大学教授、メディア総合研究所所長）
- 高橋知典（弁護士）
- 高橋裕樹（弁護士）
- たかまつなな（お笑いジャーナリスト、NHKディレクター）○
- 竹下佳奈（フリーアナウンサー）
- 竹下隆一郎（ハフポスト日本版編集長）
- 田勢康弘（政治ジャーナリスト）
- 田嶋陽子（女性学研究者）
- 多田文明（詐欺・悪徳商法評論家）
- 田中章義（歌人）
- 田中彩子（アニバーサリープランナー）
- 田中大貴（フリーアナウンサー、元フジテレビアナウンサー）
- 田中つかさ（元金融庁勤務、実業家）
- 田中俊之（社会学者）
- 段文凝（早稲田大学非常勤講師）
- ちゃんもも◎（タレント、作家、歌手）
- 月野ちはる（渋谷研究家）
- 塚越友子（心理カウンセラー）
- 塚原由莉（lamire編集長）
- 津田大介（ジャーナリスト）
- 堤未果（ジャーナリスト）
- 恒木健太郎（専修大学准教授）○
- 経沢香保子（株式会社カラーズ 代表取締役社長）
- 土井香苗（弁護士）
- トシ前田（グローバルメディアプロデューサー）
- 豊田剛一郎（株式会社メドレー 代表取締役医師）
- トラウデン直美（タレント）
- 鳥越俊太郎（ジャーナリスト）○
- 鳥越規央（統計学者）
- 中嶋涼子（車いすインフルエンサー）
- 中谷彰宏（作家）
- 中土井鉄信（教育コンサルタント）
- 中野信子（脳科学者）
- 中野ひろゆき（パーソナルトレーナー）
- 中野円佳（ジャーナリスト）
- 中村仁（起業家）
- 中村暖（ファッションデザイナー）○
- 中村竜太郎（ジャーナリスト、元週刊文春記者）○
- ナジーブ・エルカシュ（シリア人ジャーナリスト）
- 鍋島勢理（日本の未来を考える女性フォーラム代表、吟詠家）○
- 新居日南恵（女子学生団体「マンマ」代表）
- 西山誠慈（ウォール・ストリート・ジャーナル日本版 編集長）
- にしゃんた（羽衣国際大学教授、社会人落語家）
- 新田哲史（「アゴラ」編集長）○
- はあちゅう（ブロガー）
- 長谷川幸洋（ジャーナリスト、元東京・中日新聞論説委員）
- 秦万里子（音楽家）
- 濱野智史（批評家、社会学者）
- 原田曜平（サイバーエージェント次世代生活研究所所長）
- 春香クリスティーン（タレント）
- 春名風花（声優）
- 東国原英夫（元日本維新の会衆議院議員、元宮崎県知事）
- 東小雪（LGBTアクティビスト）
- 藤井聡（京都大学大学院教授）○
- 福岡鈴梨（通訳翻訳家、ライター）
- 藤川大祐（千葉大学教育学部教授）
- 藤原和博（教育改革実践家）
- ピーター・バラカン（ブロードキャスター）
- 古田大輔（BuzzFeed Japan元編集長、ジャーナリスト）
- 古歩道ベンジャミン（ジャーナリスト）
- 別所哲也（俳優、ラジオナビゲーター）
- 細川隆三（政治ジャーナリスト）
- 前田裕二（SHOWROOM株式会社代表）
- マシュー・チョジック（ライター）
- 増田英彦（ますだおかだ）
- 松田馨（選挙プランナー）
- 馬渕知子（医師）○
- マリ・クリスティーヌ（異文化コミュニケーター）
- 三浦瑠麗（国際政治学者）
- 三上洋一郎（株式会社GNEX、学生団体GNEX代表）
- 三木哲男（元婦人公論編集長）
- 三崎優太（株式会社micoco代表取締役）
- 三橋貴明（経済評論家）
- 宮田佳代子（ニュースキャスター、城西国際大学メディア学部教授）
- 宮崎謙介（元衆議院議員）
- 光邦（ラジオDJ）
- 宮下真理子（弁護士）
- 三輪菜つ美（医師）
- 村雨辰剛（タレント、庭師）
- 元榮太一郎（弁護士ドットコム代表、現自由民主党参議院議員）
- 森田豊（医師・医療ジャーナリスト）○
- 諸星裕（桜美林大学大学院教授）
- 安田正（経営コンサルタント）
- 楊井人文（日本報道検証機構代表）
- やなざわ亜紀（港区議会議員）
- 山崎元（経済評論家）
- 山崎大祐（マザーハウス副社長）
- ヨーコ・ゼッターランド（スポーツコメンテーター）
- 洋子テリエール（エッセイスト）
- 横塚まよ（株式会社COMPLExxx 取締役CCO兼株式会社ウィルゲート 広報）
- 吉田将英（若者研究家）
- 米田智彦（FINDERS創刊編集長）
- 米村美智子（精神科医）
- よもぎちゃん（元レンタル彼女ブロガー）
- リード・スティーブンソン（Bloomberg特派員）
- LiLiCo（タレント、映画コメンテーター）
- レイチェル・チャン（ラジオパーソナリティ）
- 渡辺広明（流通アナリスト）

#### 『サンデーCROSS』
- 安藤裕（自由民主党衆議院議員、税理士）
- 伊勢崎賢治（東京外国語大学教授）
- 桂春蝶 (3代目)（落語家）
- 大高未貴（ジャーナリスト）
- 木村三浩（一水会代表）
- 黒鉄ヒロシ（漫画家）
- 黒部菜々佳（モデル、2012年度準ミスインターナショナル日本代表）
- グローバー（ミュージシャン）
- ケント・ギルバート（タレント、カリフォルニア州弁護士）
- 小林節（法学者、慶應義塾大学名誉教授）
- 小西寛子（声優）
- コンスタンチン・サルキソフ（山梨学院大学名誉教授）
- 佐高信（評論家、週刊金曜日編集委員）
- 佐藤健志（評論家）
- 佐波優子（戦後問題ジャーナリスト、キャスター）
- saya（シンガー、キャスター）
- 鈴木邦男（一水会 元最高顧問）
- 施光恒（九州大学大学院准教授）
- 武田邦彦（中京大学特任教授）
- 半井小絵（気象予報士、女優）
- 立川志らら（落語家、ジャーナリスト）
- 福田秀文（映画評論家）
- 舛添要一（国際政治学者、元東京都知事）
- 松永晴子（国境なき子どもたち シリア難民支援・現地事業総括）
- 森田実（政治評論家）
- 山尾志桜里（立憲民主党[21]衆議院議員）
- 吉木誉絵（コラムニスト、著述家）

## スタッフ
- ブレーン：佐藤雄介
- 構成：高尾龍一、吉田聡、前原一磨、ゴウヒデキ、開沼豊
- 美術プロデューサー：杉浦仁
- デザイン：鈴木直人
- グラフィックデザイン：高橋和紀
- 大道具装置：相良比佐夫
- 装飾：後藤千鶴
- 電飾：伊吹英之
- メイク：正木友子、安田秀月、須川愛代
- スタイリスト：林永裕
- 技術：平野和宏
- 照明：佐野広之
- テロップ：野原俊彦、山田加奈絵、橘佑磨、小原彩、大森光留
- TK：尾崎利佳、葛貫明子、鈴木裕恵、梅澤和世、藤井ひと美、鈴木リサ、近藤奈々
- 音効：里栄治、大庭秀夫、須佐崇志
- 制作協力：TACT（以前はアックス表記）、excel、Gio co.、ESTEE LAUDER、EAST ENTERTAINMENT
- 技術協力：COSMO SPACE、共立ライディング
- 協力：ZEST、yu-mix、Hear、ウェザーマップ
- 東京インフォメーション：大津仁良、小島章義、報道：室伏泰伸、原田崇央、芸能：高木茂男、海老根貴幸、天気：大野治夫、手塚悠介
- Webリサーチ：加藤尚文、矢野経済研究所
- AD：五嶋美咲、佐藤正雄、岩崎皐平、石井夕子、沼口孝信、加藤皐月
- FD：山本茂人
- ディレクター：池田智、木原憲和、白石宗広、高橋友希、辻村賢司、青野竜也、村田弘子、下林繁男、土屋里緒、新田慧夢、久高唯一、藤本良平、松川榮利子、萩尾仁、舌あずさ、長谷見勇治、荻野谷剛、小笠原剛、吉木健太、安蔵桃花、河野駿斗
- AP：前田秋彦、菱谷真美（菱谷→以前はデスク）
- PD：福田弘（以前はディレクター）
- 演出：高橋昌志（以前はディレクター）
- プロデューサー：池谷章高（一時離脱→復帰）、内藤恵、川瀬亮太
- チーフプロデューサー：大崎雅之
- 制作：MXエンターテインメント、TBS SPARKLE（旧TBS VISION）
- 制作著作：TOKYO MX

### 過去のスタッフ
- 技術：西盛国之
- 照明：和田博
- 広報：水島鮎子
- ホームページ：大槻貴志、千葉佑紀子
- キャスティング：秋元晃一
- AP：山田由佳
- PD：後藤誉文（以前はディレクター）
- 演出：宮嶋隆夫
- プロデューサー：木庭民夫、日野雅史、佐藤仁（佐藤→以前はチーフプロデューサー）、松島広司、中山正広
- チーフプロデューサー：藤岡淳

## タイムテーブル
| 基本タイムテーブル | 基本タイムテーブル               | 基本タイムテーブル                                                                                           |
| 時刻               | 内容                             | 備考 |
| ------------------ | -------------------------------- | --- |
| 7:00               | トップニュース                   | |
| 7:06頃             | 朝駆けヘッドライン               | トップニュース以外のニュース                                                                                 |
| 7:15               | 東京インフォメーション           | |
| 7:20               | ウェザーCROSS                    | 気象情報・鉄道運行情報                                                                                       |
| 7:23頃             | 今朝のイチメン                   | 朝刊各紙（読売、朝日、毎日、東京の4紙のみ ）の一面を紹介する。                                               |
| 7:26頃             | ニュースCROSS                    | Webニュースクチコミランキング                                                                                |
| 7:40頃             | エンタメCROSS                    | 芸能ニュース                                                                                                 |
| 7:50頃             | ひとこと言いたい!オピニオンCROSS | |
| 8:09頃 or 8:25     | ウェザーCROSS                    | 気象情報・鉄道運行情報                                                                                       |
| 8:11頃             | スペシャルCROSS                  | （日替わり）元祖みんなのニュース、VOICE CROSS、DEEPコレクション、ニュースHORIC、週刊アスモノ、ギョーカイ通信 |
| 8:20頃             | エンタメCROSS                    | スポーツ紙の記事紹介                                                                                         |
| 8:26               | エンディング                     | |

## 選挙特番

### 選挙CROSS
本番組の特別版として、各種選挙の開票特別番組「選挙CROSS」が、2016年7月10日（第24回参議院議員通常選挙）と同年7月31日（2016年東京都知事選挙）、2017年7月2日（2017年東京都議会議員選挙）、同年10月22日（第48回衆議院議員総選挙）に放送される。夜の『TOKYO MX NEWS』との共同製作による物で、堀潤自身は2014年12月14日（第47回衆議院議員総選挙）の開票特番『堀潤と“あなた”が伝える!首都決戦2014』に続く起用となる。
番組では衆参両院の東京都内の選挙区・都知事選・都議選の開票速報を中心に、参院選では「10代選挙権」「政治とカネ」「憲法」「格差社会」を、東京都知事選では新都知事の政策を、東京都議選では小池百合子知事支持勢力の動向を、衆院選では野党分裂に伴う主要政党の動向や国政の課題、希望の党を立党した小池都知事による都政の今後について、それぞれ取り上げる。また、これまでTOKYO MXが選挙特番で行ってきたTwitterでの意見をリアルタイムでティッカー表示し、それを番組で取り上げることも続けて行う。

### 出演者
- 堀潤（番組メインMC）
- 参院選特番
  - 近藤奈央（番組MC、TOKYO MX NEWSキャスター）
  - 佐々木信夫（中央大学教授）
  - 倉持麟太郎（弁護士）
  - 久保絵美佳（学生団体 ivote 副代表）
- 都知事選特番
  - 宮瀬茉祐子（番組サブMC、モーニングCROSSサブMC）
  - 御厨貴（東京大学名誉教授）
  - 西田亮介（東京工業大学准教授）
  - 春香クリスティーン（タレント）
  - 田中康夫（元長野県知事）
  - 松沢成文（前神奈川県知事）
- 都議選特番
  - 汾陽麻衣（番組MC、TOKYO MX NEWSキャスター）
  - 三嶌亮二（解説、TOKYO MX 報道局 都庁担当）
  - 猪瀬直樹（元東京都知事）
  - 北川正恭（早稲田大学名誉教授）
  - 瀬尾傑（現代ビジネス編集長）
  - 西田亮介（社会学者、東京工業大学准教授）
  - 山口真由（弁護士、元財務官僚）
  - 駒崎弘樹（認定NPO法人フローレンス代表理事）
- 衆院選特番
  - 宮瀬茉祐子（番組キャスター、モーニングCROSSサブMC）
  - 田中麻耶（コーナー担当、TOKYO MX NEWSキャスター）
  - 網屋信介（実業家、元衆議院議員）
  - 山口真由（弁護士、元財務官僚）
  - 西田亮介（社会学者、東京工業大学准教授）
  - 都議会各会派幹事長
    - 増子博樹（都民ファーストの会）
    - 東村邦浩（公明党）
    - 秋田一郎（自民党）
    - 大山とも子（共産党）
    - 中村洋（民進党）
    - 音喜多駿（かがやけTokyo）